# Josef von Dürfeld

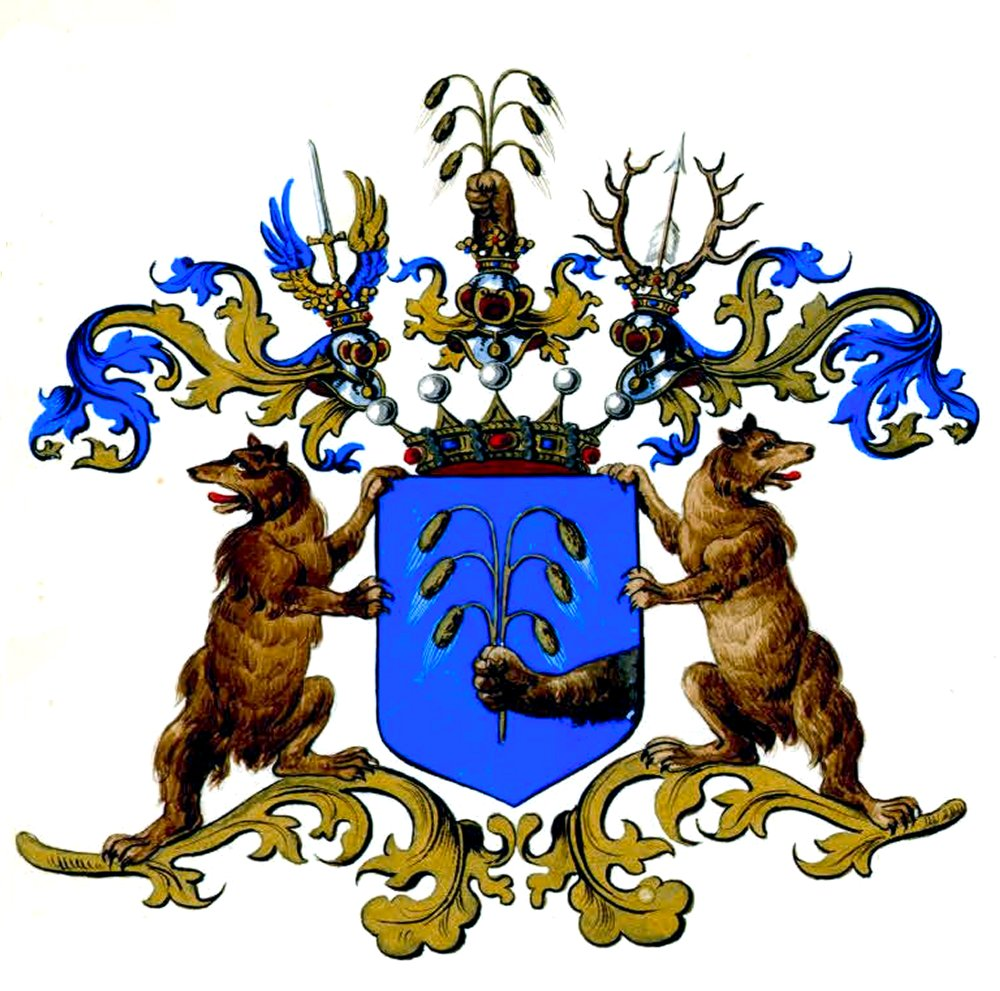
Wappen der Freiherren von Dürfeld (1860)

Josef Freiherr von Dürfeld (* 14. März 1803 in Wien; † 28. April 1869 in Linz an der Donau) war ein adeliger königlich kaiserlicher österreichischer Feldmarschall–Leutnant.

## Leben
Josef Freiherr von Dürfeld war der Sohn von Franz Josef Adam Ignaz von Dürfeld (* 15. März 1766 in Wien; † 24. Februar 1812 ebenda), dem königlich kaiserlichen österreichischen wirklichen Hofrat und der Maria Aloisia Franziska Edle von Wildburg (* 1770).
1847 findet man den  Josef von Dürfeld als Hauptmann im Jägerbataillon Nr. 6, als er dem Eduard Ritter von Schöbeln, Oberstleutnant vom Kürassier-Regiment Graf Auersperg Nr. 5 in Böhmen zugeteilt wurde.
Als Bataillons-Kommandant und Oberstleutnant erhielt er 1849 nach dem Feldzug in Ungarn den Leopold-Orden und den Orden der eisernen Krone 3. Klasse.
1850 wurde er zum Oberst ernannt. Ihm war 1853 das 2. Bataillon im 3. Jäger-Regiment Kaiser Franz Joseph I. des Feldmarschall-Leutnants Peter Martin Pirquet von Cesenatico unterstellt.
Josef diente im Krieg gegen Italien 1859 als Generalmajor unter Feldmarschall-Leutnant Anton von Ruckstuhl im 3. Armeekorps des Feldmarschall-Leutnant Edmund Fürst Schwarzenberg und befehligte das 15. Jäger-Bataillon sowie das Erzherzog Stefan Infanterie-Regiment Nr. 58.
Als Josef von Dürfeld 1860 als Generalmajor in den Ruhestand ging, wurde er von Kaiser Franz Joseph nach vierzigjähriger Dienstleistung zum Feldmarschall-Leutnant ad honores ernannt.
Am 7. Juli 1860 wurde er auf Laxenburg mittels Handschreiben in den Freiherrenstand erhoben und erhielt am 29. Oktober 1860 in Wien das Diplom.

## Ehrungen
Josef von Dürfeld hatte bis 1864 folgende Ehrungen erhalten:
ÖLO-R (Leopold-Orden), ÖEKO-R3 (Orden der Eisernen Krone 3. Klasse), MVK (Militär-Verdienstkreuz), RAO-R2 (St. Annen-Orden 2. Klasse).

## Wappen
Wappen (1860): 3 H. mit b.-g. Decken, auf dem rechten ein aufgerichtetes g.-gefasstes Schwert zw. offenem, von B. u. G. übereck-get. Fluge, auf dem mittl. wie 1761, auf dem linken ein aufgerichteter s.-befiederter schw. Pfeil zw. einem 10endigen nat. Hirschgeweih; Schildh.: 2 braune Bären.

## Familie
Aus seiner Ehe mit Marie Arioli Edle von Morkowitz (* 30. März 1830 in Markowitz; † 30. Mai 1905 in Gries bei Bozen), Tochter von Johann Arioli Ritter und Edler von Morkowitz und der Emilie Freiin von Puthon entstammen folgende Nachkommen:
- Marie Freiin von Dürfeld (*28. November 1853; † 17. September 1885) ⚭ Johann Nepomuk Freiherr von Giovanelli zu Gerstberg und Hörtenberg (1632–1900), Gutsbesitzer zu Gries bei Bozen.
- Rudolf Freiherr von Dürfeld (* 19. Januar 1855; † 6. April 1921 in Morzg), königlich kaiserlicher Oberstleutnant und Bataillon–Kommandant ⚭ Marie Friederike Ludmilla von Korff (* 26. Juni 1879; † 14. Januar 1948).
- Caroline Freiin von Dürfeld (* 15. August 1856) ⚭ 8. April 1897 in St. Pölten mit Rudolf von Rieth (* 19. Mai 1842 in Brünn), königlich kaiserlicher Oberst
- Luise Freiin von Dürfeld (* 15. Januar 1858), Erzieherin von Erzherzogin Agnes Maria Theresa von Habsburg–Lothringen (1891–1945), der Tochter von Ferdinand IV von Österreich und der Alicia von Bourbon-Parma (1849–1935)
- Leopoldine Freiin von Dürfeld (* 22. Dezember 1858; † 3. April 1929 in Graz)
- Heinrich Freiherr von Dürfeld (* 28. Juni 1860; † 21. Oktober 1924), General ⚭ Marie Berta Reichenberg, verw. Haucke (* 28. Juni 1871; † 1. Juni 1943)
- Franziska de Paula Maria Theresia Eleonore Josepha Adele Freiin von Dürfeld (* 15. Oktober 1866 in Linz) ⚭ 7. Januar 1905 in Gries bei Bozen mit Gustav Ludwig Robert Benedikt Ernst Bernhard Johannes Wolfgang Engelhard (* 27. Dezember 1871 Quedlinburg), königlich preußischer Rittmeister
- Josef Stefan Freiherr von Dürfeld (* 15. Mai 1868; † 22. Dezember 1937) königlich kaiserlicher Oberstleutnant[8] ⚭ Leopoldine Pellischek (* 30. Oktober 1896)